# Ferrari 250 GT Berlinetta Tour de France
La Ferrari 250 GT Berlinetta (o anche 250 GTB), detta ufficiosamente Tour de France o TdF, è un'autovettura sportiva di tipo berlinetta a due posti, prodotta dalla casa automobilistica italiana Ferrari, tra il 1956 e il 1959, per gareggiare nella categoria Gran Turismo dell'epoca.
Questa serie ha rappresentato la prima versione da gara dei vari modelli stradali 250 GT (tipo, Berlinetta Lusso, California, Coupé, Cabriolet, 2+2, ecc), divenendo nella pratica la sorella maggiore della 250 GT Berlinetta passo corto.
Furono prodotti almeno 100 esemplari di questa 250 GTB “a passo lungo”, per poterla omologare GT, di cui 84 esemplari realizzati da Scaglietti e dedicati alle corse. Alcuni esemplari della 250 TdF (almeno 16), furono destinati ai mercati europei e statunitensi, in configurazione stradale.  

## Il contesto
Quando Armando Zampiero vinse nel 1955 il Campionato Italiano Sport con la sua Mercedes 300 SL, Enzo Ferrari decise di produrre anche auto adatte alle gare di categoria GT, che fino ad allora aveva trascurato. Questa Berlinetta dalle linee funzionali e in lega leggera, fu la risposta: il disegno era di Pinin Farina e l'esecuzione di Scaglietti, sulla base tecnica della 250 GT Coupé di Boano.

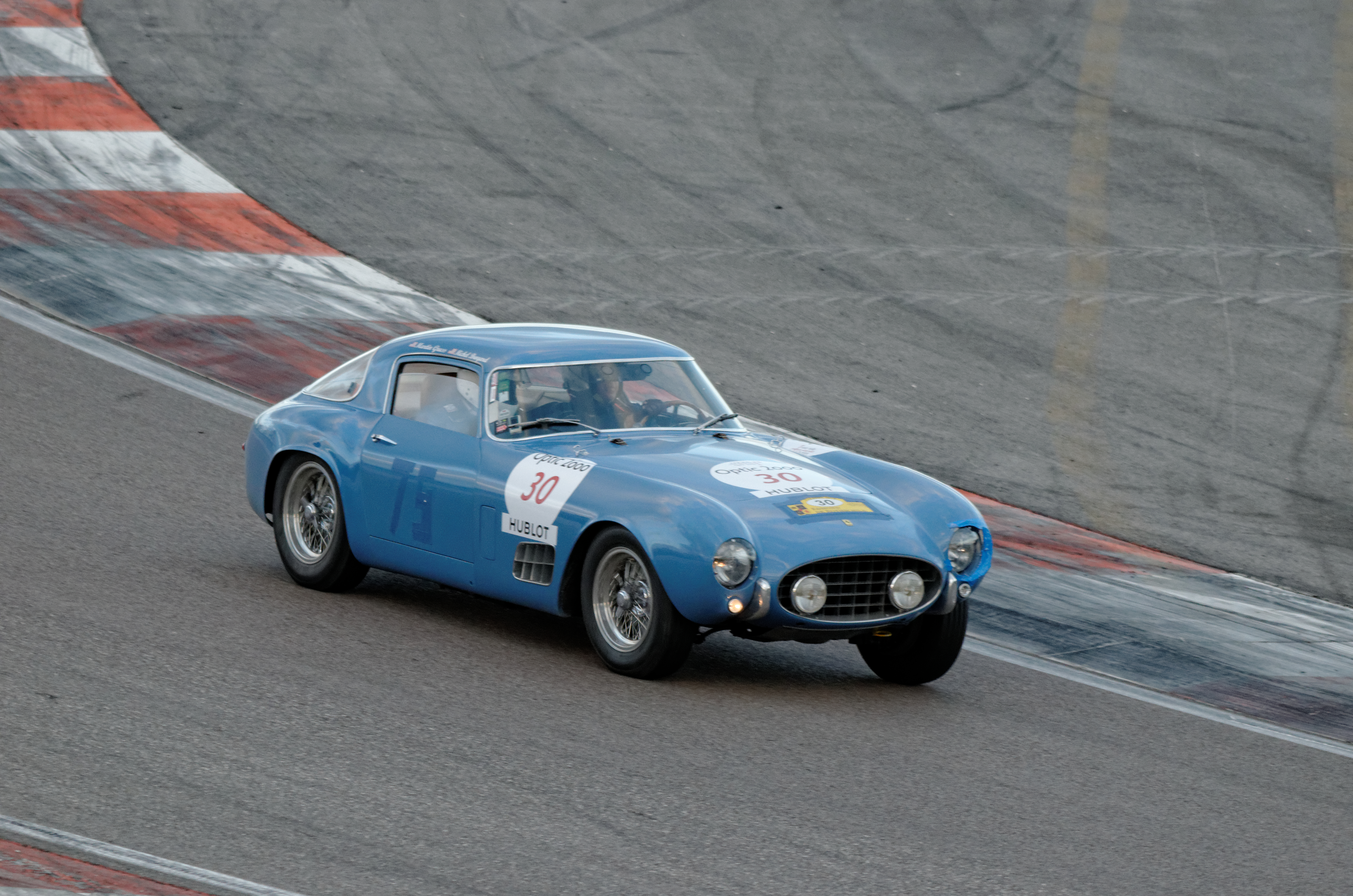
La 250 GTB s/n 0563GT che arrivò 8^{a} al TdF del 17-23 Settembre 1956, quando la 250 GTB s/n 0557GT arrivò 1^{a}, guidata da de Portago

La nuova 250 GTB (s/n 0563GT) si impose da subito nella prova estenuante del Tour de France automobile, vincendola a settembre del 1956, guidata da Alfonso “Fon” de Portago; e siccome i responsabili del evento, permettevano ai costruttori di usare il nome della corsa sulle auto vincenti, venne spesso soprannominata “TdF”. Tuttavia, va sottolineato che la denominazione ufficiale di questa vettura è «Ferrari 250 GT Berlinetta», e non arriverà mai ad includere la sigla «TdF» nel nome, che invece è usata dagli appassionati come appellativo in virtù dei suoi numerosi successi conseguiti al Tour de France (1956, 1957, 1958 e 1959).  
L'altra sigla non ufficiale, che le viene comunque attribuita a volte da estimatori ed esperti, è LWB (da long wheelbase o passo lungo), che fu introdotta in America per distinguere i modelli di questa “prima serie” a passo lungo, da quelli con interasse accorciato della “seconda serie”, la 250 GTB SWB (da short wheelbase ), appellata più correttamente come «Ferrari 250 GT Berlinetta passo corto». L'ultima 250 TdF, con telaio s/n1523GT, giunse sul mercato nel 1959, quando la Ferrari stava già sviluppando il modello a passo corto. 

## Meccanica
Il motore V12 della 250 GT Berlinetta con singolo albero a camme in testa per bancata di cilindri, avente come numeri di riferimento interno 128, 128B, 128C e 128D, dove ogni lettera sta a rappresentare un progressivo sviluppo del propulsore a "blocco corto" progettato da Aurelio Lampredi, ha una cilindrata totale di 2953 cm³, alesaggio e corsa di 73 mm x 58 mm e candele d'accensione all'interno della "V" dei cilindri. La potenza è, per quanto concerne i primi esemplari, di 240 cv a 7000 giri/min, ma, grazie al passaggio al motore 128D nel 1958, i CV salirono fino a 260. Una parte degli ultimissimi esemplari prodotti della serie è del motore V12 tipo 128 DF, sempre da tre litri ma con le candele d'accensione all'esterno della "V".
Il propulsore è abbinato ad un cambio di velocità a quattro marce completamente sincronizzato, che può presentare una leva di comando o centrale o decentrata; sulle versioni a partire dal 1958 è invece installato un cambio migliorato provvisto di comando centrale come configurazione standard. Il moto è trasmesso da un albero al ponte rigido posteriore, disponibile con diversi rapporti.
La velocità massima raggiungibile dalla 250 GT Berlinetta va dai 210 ai 240 km/h a seconda dei rapporti. Tuttavia alcuni esemplari destinati alle competizioni, come quello pluri-vincitore al Tour de France con Olivier Gendebien e Lucien Bianchi, grazie all'uso del motore della 250 Testa Rossa, sono in grado di toccare i 260 km/h.
Il telaio tubolare è in acciaio ed ha un passo di 2600 mm. I primi telai costruiti sono identificati con numerazione interna 508, ma, a fronte dei nuovi sviluppi implementati, furono in seguito aggiunti i suffissi "B", "C", "D" e "G".
La vettura condivide, con le 250 GT “Boano” e “Ellena”, le parti meccaniche, come sospensioni, freni e sterzo. I freni sono a tamburo, anche se negli anni sessanta alcuni clienti sportivi decisero di sostituirli con quelli a disco.

## Carrozzeria

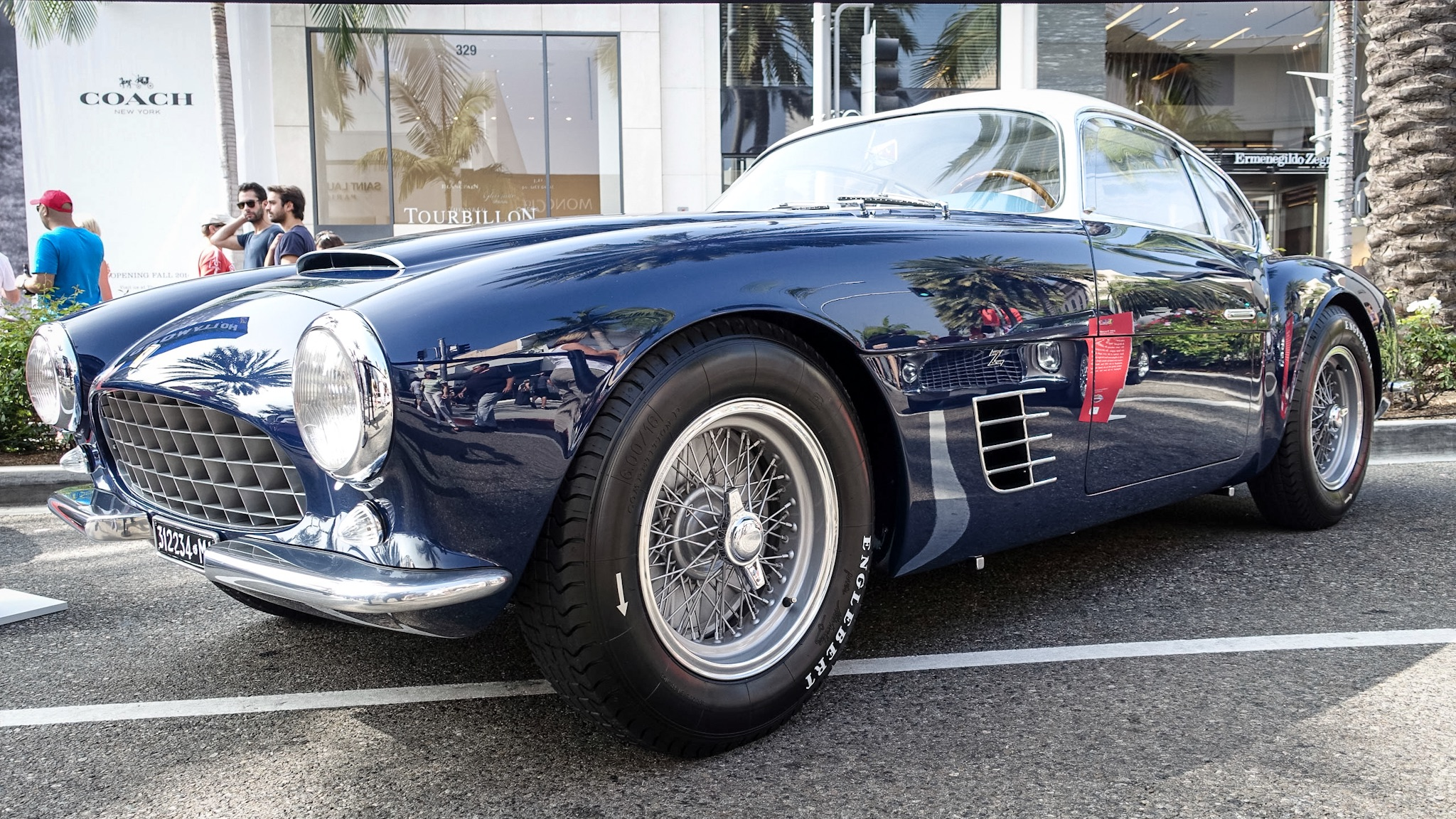
250 GTB TdF “Double Bubble” di Zagato

La 250 GT Berlinetta viene disegnata da Pininfarina e realizzata a Modena presso la carrozzeria di Sergio Scaglietti. Tuttavia, almeno 5 esemplari vengono prodotti anche da Zagato, ad esempio, quelle con la caratteristica carrozzeria “Double Bubble”. 
La carrozzeria è realizzata interamente in alluminio e, nel corso della vita del modello, la sua forma è stata soggetta a quattro evoluzioni. La prima serie era caratterizzata da forme tondeggianti, mentre le seguenti tre serie, dalla linea più spigolosa, e sono riconoscibili dalla forma dei fari e dal numero di sfoghi per l'aria sui montanti.
Quasi sempre assenti sugli esemplari destinati alle corse, sono i paraurti anteriori, che invece ritroviamo nei modelli ad uso stradale; i finestrini discendenti sulle versioni da strada sono invece sostituiti da quelli scorrevoli nelle versioni da competizione. Anche l'abitacolo, a seconda della destinazione, può essere più o meno raffinato. Rimane la stessa invece la strumentazione a cinque elementi circolari, con tachimetro, contagiri, manometro dell'olio, orologio e termometro dell'acqua; gli strumenti sono gli stessi della Lancia Aurelia, mentre gli interruttori e le spie provengono da modelli Fiat.

## Le competizioni

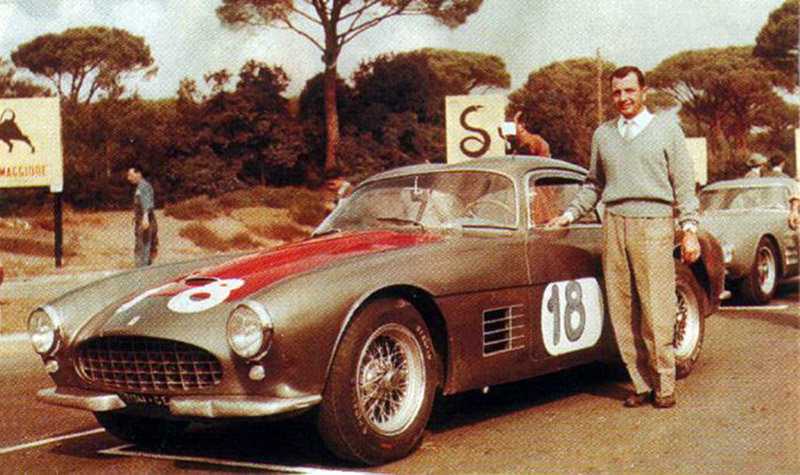
250 GTB TdF Zagato (s/n0537GT) 1956

La 250 GT Berlinetta fu impiegata con successo nelle gare della categoria Gran Turismo dal 1956 al 1960. Come è facile dedurre la storia di questa vettura è indissolubilmente legata al Tour de France, dove ottenne ben quattro successi (1956, 1957, 1958 e 1959); tre di questi furono conseguiti dai piloti belgi Olivier Gendebien e Lucien Bianchi. In tutta la sua carriera, oltre ai successi al Tour de France, la 250 GT Berlinetta vinse anche due volte la Mille Miglia (1956 e 1957) e la 1000 km del Nürburgring (1959 e 1960). Importanti sono anche i trionfi alla Targa Florio del 1957, alla 12 Ore di Sebring del 1958 e alla 24 Ore di Le Mans del 1959, classificata prima e quarta nella categoria GT3000 e terza assoluta, dietro le due Aston Martin DBR della categoria Sport.

## Caratteristiche tecniche
| Caratteristiche tecniche - Ferrari 250 GT Competizione "Tour de France"                   | Caratteristiche tecniche - Ferrari 250 GT Competizione "Tour de France" | Caratteristiche tecniche - Ferrari 250 GT Competizione "Tour de France" | Caratteristiche tecniche - Ferrari 250 GT Competizione "Tour de France" | Caratteristiche tecniche - Ferrari 250 GT Competizione "Tour de France" | Caratteristiche tecniche - Ferrari 250 GT Competizione "Tour de France" |
| ----------------------------------------------------------------------------------------- | --- | --- | --- | --- | --- |
|                                                                                           | | | | | |
| Configurazione                                                                            | | | | | |
| Carrozzeria: berlinetta 2 porte in alluminio battuto a mano,                              | Carrozzeria: berlinetta 2 porte in alluminio battuto a mano, | Posizione motore: anteriore longitudinale | Posizione motore: anteriore longitudinale | Trazione: posteriore | Trazione: posteriore |
| Dimensioni e pesi                                                                         | | | | | |
| Interasse: 2600 mm                                                                        | Interasse: 2600 mm | Carreggiate: anteriore 1354 - posteriore 1349 mm | Carreggiate: anteriore 1354 - posteriore 1349 mm | Altezza minima da terra: | Altezza minima da terra: |
| Posti totali: 2                                                                           | Posti totali: 2 | Bagagliaio: | Bagagliaio: | Serbatoio: | Serbatoio: |
| Masse                                                                                     | / in ordine di marcia: 1000 Kg (I e II serie) 1060 Kg (III e IV serie) kg | / in ordine di marcia: 1000 Kg (I e II serie) 1060 Kg (III e IV serie) kg | / in ordine di marcia: 1000 Kg (I e II serie) 1060 Kg (III e IV serie) kg | / in ordine di marcia: 1000 Kg (I e II serie) 1060 Kg (III e IV serie) kg | / in ordine di marcia: 1000 Kg (I e II serie) 1060 Kg (III e IV serie) kg |
| Meccanica                                                                                 | | | | | |
| Tipo motore: 12 cilindri a V di 60°                                                       | Tipo motore: 12 cilindri a V di 60° | Tipo motore: 12 cilindri a V di 60° | Cilindrata: rapporto di compressione 8,5:1 alesaggio per corsa 73x58,8 mm; cilindrata 2953,21 cm³                                                                                     | Cilindrata: rapporto di compressione 8,5:1 alesaggio per corsa 73x58,8 mm; cilindrata 2953,21 cm³                                                                                     | Cilindrata: rapporto di compressione 8,5:1 alesaggio per corsa 73x58,8 mm; cilindrata 2953,21 cm³                                                                                     |
| Distribuzione: un albero in testa per bancata comandato da catena, 2 valvole per cilindro | Distribuzione: un albero in testa per bancata comandato da catena, 2 valvole per cilindro                                                                                             | Distribuzione: un albero in testa per bancata comandato da catena, 2 valvole per cilindro                                                                                             | Alimentazione: 3 carburatori Weber 36 DCL3 | Alimentazione: 3 carburatori Weber 36 DCL3 | Alimentazione: 3 carburatori Weber 36 DCL3 |
| Prestazioni motore                                                                        | Potenza: da 240 a 260 CV a 7000 giri/min; | Potenza: da 240 a 260 CV a 7000 giri/min; | Potenza: da 240 a 260 CV a 7000 giri/min; | Potenza: da 240 a 260 CV a 7000 giri/min; | Potenza: da 240 a 260 CV a 7000 giri/min; |
| Accensione: 2 bobine e 2 spinterogeni Magneti Marelli, uno per bancata                    | Accensione: 2 bobine e 2 spinterogeni Magneti Marelli, uno per bancata | Accensione: 2 bobine e 2 spinterogeni Magneti Marelli, uno per bancata | Impianto elettrico: 12V | Impianto elettrico: 12V | Impianto elettrico: 12V |
| Frizione: monodisco a secco (Fichtel & Sachs dal 1957)                                    | Frizione: monodisco a secco (Fichtel & Sachs dal 1957) | Frizione: monodisco a secco (Fichtel & Sachs dal 1957) | Cambio: a 4 marce + RM, differenziale convenzionale | Cambio: a 4 marce + RM, differenziale convenzionale | Cambio: a 4 marce + RM, differenziale convenzionale |
| Telaio                                                                                    | | | | | |
| Corpo vettura                                                                             | tubolare con tubi di acciaio a sezione ellittica | tubolare con tubi di acciaio a sezione ellittica | tubolare con tubi di acciaio a sezione ellittica | tubolare con tubi di acciaio a sezione ellittica | tubolare con tubi di acciaio a sezione ellittica |
| Sterzo                                                                                    | a cremagliera | a cremagliera | a cremagliera | a cremagliera | a cremagliera |
| Sospensioni                                                                               | anteriori: a ruote indipendenti con doppi quadrilateri e molle elicoidali / posteriori: a ponte rigido con balestre semiellittiche longitudinali e ammortizzatori idraulici Houdaille | anteriori: a ruote indipendenti con doppi quadrilateri e molle elicoidali / posteriori: a ponte rigido con balestre semiellittiche longitudinali e ammortizzatori idraulici Houdaille | anteriori: a ruote indipendenti con doppi quadrilateri e molle elicoidali / posteriori: a ponte rigido con balestre semiellittiche longitudinali e ammortizzatori idraulici Houdaille | anteriori: a ruote indipendenti con doppi quadrilateri e molle elicoidali / posteriori: a ponte rigido con balestre semiellittiche longitudinali e ammortizzatori idraulici Houdaille | anteriori: a ruote indipendenti con doppi quadrilateri e molle elicoidali / posteriori: a ponte rigido con balestre semiellittiche longitudinali e ammortizzatori idraulici Houdaille |
| Freni                                                                                     | anteriori: a tamburo / posteriori: a tamburo | anteriori: a tamburo / posteriori: a tamburo | anteriori: a tamburo / posteriori: a tamburo | anteriori: a tamburo / posteriori: a tamburo | anteriori: a tamburo / posteriori: a tamburo |
| Pneumatici                                                                                | 195/16 / Cerchi: a raggi, 6,00x16" | 195/16 / Cerchi: a raggi, 6,00x16" | 195/16 / Cerchi: a raggi, 6,00x16" | 195/16 / Cerchi: a raggi, 6,00x16" | 195/16 / Cerchi: a raggi, 6,00x16" |
| Prestazioni dichiarate                                                                    | | | | | |
| Velocità: da 202 a 257 km/h a seconda del rapporto al ponte finale. km/h                  | Velocità: da 202 a 257 km/h a seconda del rapporto al ponte finale. km/h | Velocità: da 202 a 257 km/h a seconda del rapporto al ponte finale. km/h | Accelerazione: | Accelerazione: | Accelerazione: |
| Altro                                                                                     | | | | | |
| Esemplari prodotti: 45                                                                    | | | | | |

## Palmarès
Successi più importanti:
- 1956 Mille Miglia e Tour de France;
- 1957 Mille Miglia, Targa Florio e Tour de France;
- 1958 12 Ore di Sebring e Tour de France;
- 1959 1000 km del Nürburgring, 24 Ore di Le Mans e Tour de France;
- 1960 1000 km del Nürburgring.